# Стойче Балкански
Стойче Балкански (на македонска литературна норма: Стојче Балкански) е поет и романист от Република Македония.

## Биография
Роден е в 1945 година в Струмица, тогава в Югославия. Завършва Филологическия факултет на Скопския университет. Работи в Събранието на родния си град. Член е на Дружеството на писателите на Македония от 1994 година. Умира след тежко боледуване на 5 май 2008 година в родния си град.